# Krągola
Krągola – wieś w Polsce położona w województwie wielkopolskim, w powiecie konińskim, w gminie Stare Miasto.
W latach 1975–1998 miejscowość administracyjnie należała do województwa konińskiego.
Z Krągoli pochodzili przodkowie wokalisty zespołu Type O Negative, Petera Steele'a.